# Yumachrysa clarivena
Yumachrysa clarivena är en insektsart som först beskrevs av Banks 1950.  Yumachrysa clarivena ingår i släktet Yumachrysa och familjen guldögonsländor. Inga underarter finns listade i Catalogue of Life.